# Itajaí
Itajaí est une ville brésilienne du littoral de l'État de Santa Catarina.

## Généralités
Itajaí abrite le principal port de pêche du pays et de la deuxième université de Santa Catarina. Premier port de l'État et second du pays, c'est un grand port d'exportation qui écoule la quasi-totalité de la production de Santa Catarina.
La route nationale BR-101 constitue le principal accès à la ville. Les routes BR-470 et SC-470 relient Itajaí au reste de l'État.

## Géographie
Itajaí est situé dans la basse vallée du rio Itajaí, sur le littoral atlantique. Elle se trouve sur l'estuaire de l'Itajaí-Açu, qui rendit possible l'installation d'un port important et dont elle tire son nom.
Elle se situe à une latitude de 26° 54' 28" sud et à une longitude de 48° 39' 43" ouest. Sa population était de 183 388 habitants au recensement de 2010. La municipalité s'étend sur 289 km2.
La municipalité est globalement plane, située au niveau de la mer. La majeure partie de la couverture végétale originelle a disparu sous la pression de l'expansion urbaine et du développement commercial.
Elle est le principal centre urbain de la microrégion d'Itajaí, dans la mésorégion de la vallée du rio Itajaí.

## Histoire
Officiellement fondée en 1860, la colonisation d'Itajaí a cependant commencé en 1658, quand João Dias D’Arzão arrive dans la région en provenance de l'État de São Paulo. En 1750, des colons portugais, venus de Madère et des Açores s'installent sur le territoire actuel de la ville. À la fin du XIXe siècle, elle accueille une grande vague d'immigration allemande.

## Culture et tourisme
La majeure partie de la population est d'ascendance allemande et açorienne. Le mélange des cultures allemandes et portugaises est une marque distinctive de la ville, au-delà de ses plages et autres richesses naturelles.
La Marejada, fête portugaise, est la principale fête municipale, rappelant l'héritage culturel des Açores de la ville.
Tous les ans, Itajaí accueille aussi un des principaux festivals de musique populaire brésilienne. Le festival se tient au mois de septembre et réunit musiciens et artistes de tout le pays.

## Enseignement supérieur
Itajaí est le siège d'un important établissement d'enseignement supérieur du littoral nord de Santa Catarina, l'université de la vallée de l'Itajaí.

## Sport
La ville comporte un club de football évoluant en 1re division dans le championnat de Santa Catarina, le Clube Náutico Marcílio Dias.
Port d'arrivée de la Transat Jacques-Vabre 2013.
Port d'arrivée de la Transat Jacques Vabre 2015

## Villes voisines
Itajaí est voisine des municipalités (municípios) suivantes :
- Brusque
- Gaspar
- Ilhota
- Navegantes
- Camboriú
- Balneário Camboriú